# Megaselia sejuncta
Megaselia sejuncta är en tvåvingeart som beskrevs av Rudolf Beyer 1967. Megaselia sejuncta ingår i släktet Megaselia och familjen puckelflugor. Inga underarter finns listade i Catalogue of Life.